# Governatore generale della Nuova Francia
Il governatore generale della Nuova Francia è stata la massima autorità amministrativa della Nuova Francia tra il 1663 e il 1760. Veniva nominato dal re di Francia ed era responsabile della difesa della colonia. Il governatore generale della Nuova Francia era anche il governatore locale del Canada.

## Cronotassi dei governatori generali
| Governatore                                | Periodo   |
| ------------------------------------------ | --------- |
| Augustin de Saffray de Mésy                | 1663-1665 |
| Daniel de Rémy de Courcelles               | 1665-1672 |
| Louis de Buade de Frontenac                | 1672-1682 |
| Joseph-Antoine Le Febvre de La Barre       | 1682-1685 |
| Jacques-René Brisay de Denonville          | 1685-1689 |
| Louis de Buade de Frontenac                | 1689-1698 |
| Hector de Callière                         | 1698-1703 |
| Philippe de Rigaud de Vaudreuil            | 1703-1725 |
| Charles de la Boische                      | 1726-1747 |
| Roland-Michel Barrin de La Galissonière    | 1747-1749 |
| Jacques-Pierre de Taffanel de La Jonquière | 1749-1752 |
| Michel-Ange Duquesne de Menneville         | 1752-1755 |
| Pierre de Rigaud de Vaudreuil-Cavagnal     | 1755-1760 |

## Storia
Con editto reale del 1663 la Nuova Francia passò sotto amministrazione reale (in precedenza era controllata dalle compagnie commerciali). Venne così creato il Consiglio sovrano della Nuova Francia, composto dal governatore generale, dall'intendente, dal vescovo di Québec François de Montmorency-Laval e dai consiglieri. Primo governatore generale fu Augustin de Saffray de Mésy.
Nel 1663, quando venne riformata l'amministrazione della Nuova Francia, re Luigi XIV e il ministro Colbert incaricarono monsignor Laval di trovare una personalità adatta a ricoprire l'incarico di governatore generale; il vescovo scelse Augustin de Saffray de Mésy. Monsignor Laval e de Mésy sbarcarono a Québec insieme a 159 coloni. Il loro arrivo, con la promessa di un maggiore aiuto da parte della madrepatria, sollevò il morale della popolazione locale, all'epoca sempre più preoccupata dei continui assalti irochesi. Il 18 settembre 1663 prendeva forma il Consiglio sovrano della Nuova Francia. Sebbene rappresentasse il re nella colonia, Mésy aveva meno poteri e prestigio del vescovo. Inoltre gli era stato conferito il mandato per tre anni e poteva venire richiamato in qualsiasi momento. Il clero stesso voleva che il governatore restasse subalterno al vescovo, tuttavia de Mésy prese dei provvedimenti in modo da far valere le sue prerogative: infatti il 13 febbraio 1664 inviò il comandante della sua guarnigione ad informare il vescovo che voleva togliere l'incarico ad alcuni consiglieri suoi protetti, rimpiazzandoli con nuovi scelti da un'assemblea popolare. Monsignor Laval rifiutò questa imposizione. Questo scontro tra vescovo e governatore fu momentaneamente interrotto al momento di scegliere Louis-Théandre Chartier de Lotbinière nel ruolo di procuratore generale, ma riprese nel luglio del 1664 per l'elezione del syndic di Québec. Lo scontro tra governatore e vescovo si ripercosse in seno al consiglio, poiché de Mésy cacciò i consiglieri protetti dal vescovo (Villeray, d'Auteuil, La Ferté e Bourdon) rimpiazzandoli con Simon Denys de La Trinité, Louis Peronne de Mazé e Jacques Cailhault de La Tessière. Bourdon non accettò di essere congedato, e quando quest'ultimo si incontrò con il governatore, ne scaturì una violenta lite. La domenica successiva il governatore volle far conoscere il suo punto di vista alla popolazione di Québec con una dichiarazione letta da uno dei suoi preti. Nonostante questa forte crisi istituzionale, il consiglio sovrano continuava a funzionare. Nel maggio del 1665 de Mésy morì dopo una breve malattia, mentre era in corso un'inchiesta sul suo operato nella quale rischiava di essere incriminato.
Successore di Saffray de Mésy fu scelto Daniel de Rémy de Courcelles, il quale aveva precedentemente governato Thionville. Courcelles arrivò a Québec il 12 settembre 1665, quando era ripreso il conflitto con gli Irochesi e pertanto il nuovo governatore non perse tempo ad organizzare una spedizione contro di loro. Una prima spedizione, partita il 9 gennaio 1666 con seicento uomini, si rivelò disastrosa perché le guide algonchine non si presentarono all'appuntamento, tuttavia il governatore ordinò lo stesso di andare avanti, ma i soldati, poco abituati a marciare con le racchette sulla neve spessa, si trovarono subito stremati e, a causa dell'assenza di guide locali, seguirono diverse piste false, così il 15 febbraio, non sapendo dove erano diretti, si trovarono nei pressi del villaggio olandese di Schenectady, a tre giorni di viaggio dai villaggi Mohawk; un distaccamento subì un'imboscata dai Mohawks, dove morirono una decina di uomini. Quando le autorità di Albany vennero a sapere che un buon numero di truppe francesi era nelle vicinanze, inviarono una delegazione per chiedere spiegazioni su cosa ci facessero i soldati francesi nel territorio del re d'Inghilterra. Courcelle rispose ai delegati di Albany che non aveva alcuna intenzione di molestare i sudditi inglesi e di invadere il loro territorio. La spedizione di Courcelle si fermò per alcuni giorni a Schenectady e riprese la via del ritorno il 21 febbraio. In questa disastrosa campagna militare, il governatore additò la colpa ai Gesuiti, responsabili, a suo parere, di non aver fatto venire le guide indigene. Nel settembre 1666 partì una nuova spedizione con 1400 militari per invadere il territorio dei Mohawks, accompagnati da cento Huroni e Algonchini. Questa campagna militare fu un successo, poiché gli Irochesi si spaventarono e furono costretti a una pace onerosa. Il 6 dicembre 1666 venne ricostituito il consiglio sovrano; Courcelle delegò all'intendente Talon le questioni giudiziarie. Inizialmente ottime, tuttavia col passare del tempo le relazioni personali tra Courcelle e Talon deteriorarono. Nel 1670, Dopo aver esplorato la parte orientale del Lago Ontario, Courcelle propose a Colbert di costruire un forte per sorvegliare il commercio delle pellicce, ma Colbert respinse questa idea. Durante il mandato di Courcelle iniziarono anche le prime esplorazioni verso i territori del sud-ovest, noti poi con il nome di Louisiana e vennero istituite le milizie della Nuova Francia.
Nel 1672 Courcelle venne richiamato in patria e al suo posto andò a Louis de Buade de Frontenac. In questo periodo il ministro Colbert si opponeva all'espansione francese verso ovest, preferendo invece stabilizzare le colonie della valle del San Lorenzo. Frontenac fu di diverso avviso, poiché capì ben presto l'opportunità del commercio delle pellicce anche nei nuovi territori ancora poco esplorati, così furono avviate le costruzioni dei primi forti nella zona dei Grandi Laghi, come Fort Frontenac dove sorge l'attuale città di Kingston. L'iniziativa di Frontenac fece da detonatore a una crisi con gli abitanti di Montréal, perché andava a ledere i loro interessi, e con il Consiglio sovrano. Infatti nel 1673 il governatore fece arrestare il governatore di Montréal e l'abate François de Salignac de La Mothe-Fénelon in modo pretestuoso. In questo contenzioso dovettero intervenire sia il re, sia il ministro Colbert, facendo sì che l'autorità del governatore generale venne ridotta. Negli anni ssuccessivi ci furono nuove offensive Irochesi contro le tribù alleate dei francesi. Frontenac lasciò la carica nel 1682, venendo sostituito da Joseph-Antoine Le Febvre de La Barre.
Quando ottenne la nomina di governatore generale, La Barre aveva ormai sessanta anni e aveva alle spalle una lunga carriera nella marina. Giunto a Québec in un momento difficile perché gli Irochesi avevano ripreso la loro offensiva, La Barre scrisse una lettera a Colbert, assicurandolo che non avrebbe cercato di far fortuna con il commercio delle pellicce e, dopo aver convocato il consiglio sovrano, chiese al re di avere più mezzi e truppa per combattere gli Irochesi. Il re accettò, ma raccomandò di preferire la via diplomatica. Inizialmente il governatore era propenso a negoziare con gli Irochesi, ma questi ripresero gli attacchi già nel 1683 contro i convogli commerciali dei francesi, così La Barre decise di attaccarli nell'estate del 1684, ma la spedizione fu un insuccesso e La Barre dovette accettare una pace onerosa. La condotta di La Barre attirò forti critiche, così il re lo richiamò e al posto di governatore mise il marchese di Denonville.
Il marchese di Denonville era un militare in carriera che, durante la Guerra franco-olandese, si era fatto notare come un ufficiale competente e valoroso. Quando ottenne la nomina a governatore generale, Denonville, ormai arrivato al rango di generale di brigata, organizzò minuziosamente la traversata dell'Atlantico, ma dopo la sua ispezione alle navi da trasporto del porto di La Rochelle, nutriva molti dubbi sulla riuscita della missione. Denonville arrivò a Québec verso la fine dell'estate del 1685, ma parte delle truppe perirono durante il viaggio. Qualche settimana dopo Denonville fece un'ispezione fino al Fort Frontenac, constatando che gli insediamenti erano molto sparsi e quindi la difesa di Québec era impossibile. Denonville era convinto che gli Irochesi non si sarebbero attenuti al trattato di pace concluso dal predecessore e, prima o dopo, avrebbero ripreso le scorrerie contro i francesi e quindi bisognava attaccarli. Inoltre Denonville si rese conto della pressione minacciosa delle colonie inglesi sulla Nuova Francia. Contro i trading post della Baia di James, il governatore inviò una spedizione di un centinaio di uomini al comando di Pierre de Troyes che si rivelò vittoriosa. Rinfrancato dal successo di Pierre de Troyes, Denonville si rivolse contro gli Irochesi e quindi organizzò una nuova spedizione nell'estate del 1687 che ebbe un parziale successo. Denonville, militare esperto com'era, chiedeva nei suoi dispacci di aumentare gli effettivi ad almeno quattromila uomini in modo da regolare la questione irochese e di conquistare New York. Dopo una feroce razzia da parte degli Irochesi, fiancheggiati dagli Inglesi, perpetuata ai danni del villaggio di Lachine nelle vicinanze di Montréal agli inizi di agosto del 1689, Denonville fu accusato di non aver preso alcuna contromisura. Nell'ottobre del 1689 arrivarono a Québec tre vascelli con a bordo Louis de Buade de Frontenac che doveva riprendere il ruolo di governatore.
La nomina di Frontenac a governatore risale all'aprile del 1689, prima delle nuove scorrerie degli Irochesi, quando era scoppiata la Guerra della Grande Alleanza. La spedizione contro New York, preconizzata da Denonville e che ora doveva comandare Frontenac, venne ritardata e poi definitivamente accantonata. Nel gennaio del 1690 Frontenac mandò tre colonne di soldati contro altrettanti tre villaggi inglesi della frontiera (Schenectady, Salmon Falls e fort Loyal). Questa incursione delle truppe francesi si rivelò ovviamente vittoriosa, ma le autorità coloniali inglesi erano pronte ad attaccare Montréal, con milizie della Nuova Inghilterra, di New York e del Maryland, e a bloccare la navigazione del San Lorenzo. L'attacco via terra venne annullato, ma la flotta di Boston riuscì nell'intento di assediare Québec e quando nell'ottobre del 1690 un emissario del comandante della flotta inglese diede l'ultimatum a Frontenac affinché la città di Québec si arrendesse, il governatore rispose: «Je nay point de Reponse a faire a vostre general que par la bouche de mes cannons et a coups de fuzil». Dopo un assedio di alcuni giorni, gli inglesi si ritirarono. Benché senza subire alcuna perdita umana, questa fu una vittoria decisiva per i francesi.
Dopo la morte di Frontenac, avvenuta nel 1698, il ruolo di governatore generale passò a Hector de Callière. De Callière divenne governatore un paio di anni dopo la firma del Trattato di Rijswijk che metteva fine alle ostilità tra Francia e Inghilterra, tuttavia aveva un compito ancora importante da risolvere, cioè di firmare un trattato di pace durevole tra la Nuova Francia, gli Irochesi e le altre tribù indiane. La pace con gli Irochesi venne firmata nel 1700 a Montréal. Dopo lo scoppio della Guerra di successione spagnola il governatore fu pressato dal ministro Pontchartrain di concludere un'alleanza offensiva con gli Irochesi al fine di scacciare gli Inglesi dal Nordamerica. Callière non aveva questa attitudine bellicosa perché temeva che la fragile pace ottenuta l'anno prima si rompesse.
Nella primavera del 1703, quando Callère era ancora vivo, ma le sue condizioni di salute erano precarie, Philippe de Rigaud de Vaudreuil, un ex moschettiere del re, chiese immediatamente di rimpiazzarlo e, grazie all'aiuto di alcuni personalità influenti a corte, ottenne la nomina. Il nuovo governatore era cosciente che la colonia era debolissima e che non poteva affidarsi agli alleati amerindiani per intraprendere qualsiasi importante azione militare. Questa relativa tranquillità durò fino al 1708, quando la Gran Bretagna decise di inviare una forte flotta per conquistare la Nuova Francia, ma questo proposito fu abortito perché gran parte dei vascelli fu perso in mare a causa di cattive condizioni atmosferiche. Malgrado la difficile congiuntura, Vaudreuil riuscì a salvaguardare le alleanze con gli indiani e a rinnovare il trattato di pace con gli Irochesi nel 1712. Durante la reggenza di Filippo I d'Orleans, Vaudreuil tornò in Francia e approfittò del momento per chiedere ai sette consiglieri della Marina di adottare un programma di rafforzamento della colonia. Dopo il suo ritorno a Québec, Vaudreuil ordinò la costruzione di forti nella regione dei Grandi Laghi e in quella dell'alta valle del Mississippi in modo da mantenere la pace con gli indiani e a proteggere il commercio delle pellicce. Vaudreuil morì nel 1725 quando era in trattativa con gli Irochesi per costruire un forte in pietra nel loro territorio.
Come successore di Vaudreuil, re Luigi XV scelse Charles de La Boische, marchese di Beauharnois un ex ufficiale della marina. Beauharnois, arrivato nell'agosto del 1726, era preoccupato per una serie di problemi cronici che affligevano la Nuova Francia, come la scarsità di uomini e mezzi, l'avanzata dei britannici nella Valle dell'Ohio, la fragile pace tra le tribù indiane alleate dei francesi e la piccola guerra tra francesi e indiani Fox del 1727-1730. Dopo lo scoppio della guerra Tra Spagna e Gran Bretagna nel 1739, Beauharnois prese alcune misure preventive per assicurare la difesa alla colonia. Dopo lo scoppio della guerra tra Francia e Gran Bretagna nel 1744, il governatore riuscì a tenere gli Irochesi neutrali nel conflitto, ma nella colonia mancavano truppe, mezzi e anche cibo e, nonostante la perdita della Fortezza di Louisbourg, miracolosamente Québec non venne conquistata. Quando Beauharnois lasciò l'incarico nel 1747, la debolezza dell'impero francese in Nordamerica non era percepita soltanto dai britannici, ma anche dagli amerindindiani.
Al posto di Beauharnois arrivò Roland-Michel Barrin de La Galissonière, il quale doveva sostituire temporaneamente Jacques-Pierre de Taffanel de La Jonquière. La Galissonière, rimasto in carica per soli due anni, cercò di risollevare la situazione precaria della colonia e, come i suoi predecessori, richiamò le autorità della madrepatria di inviare più truppe in Nuova Francia. La Jonquière aveva ottenuto la nomina di governatore generale della Nuova Francia il 19 marzo 1746, ma dopo aver partecipato alla disastrosa spedizione del duca d'Ainville in Acadia, dovette far ritorno in Francia. La Jonquière poté prendere le sue funzioni di governatore nell'agosto del 1749. Durante i suoi due anni e mezzo di mandato, La Jonquière dovette fu impegnato a risolvere numerosi problemi, tra cui il più urgente era la difesa della colonia dagli attacchi inglesi. Infatti il governatore si adoperò per rinforzare le fortificazioni in Acadia e nella valle dell'Ohio, nonché ordinò la costruzione di nuove, tra cui Fort Rouillé.
Nel 1751 la corte scelse Michel-Ange Duquesne de Menneville come governatore della Nuova Francia. Come i suoi predecessori, Duquesne dovette arginare l'avanzata dei britannici nella valle dell'Ohio, così pensò di inviare delle spedizioni militari e di costruire un nuovo forte, Fort Duquesne, dove ora sorge la città di Pittsburgh. Dopo la conquista di Fort Necessity, avvenuta il 3 luglio 1754, Duquesne chiese di venire richiamato in patria. Prima di partire, Duquesne era a conoscenza che i britannici stavano preparando il contrattacco, così decise di rinforzare Fort Duquesne lasciando tuttavia scoperto il Canada e la fortezza di Louisbourg.
Nel 1755 venne nominato governatore della Nuova Francia Pierre de Rigaud de Vaudreuil-Cavagnal, quando le ostilità tra francesi e britannici in Nordamerica erano ormai diventate palesi. Vaudreuil non aveva il compito di sconfiggere gli inglesi, ma di evitare la conquista della Nuova Francia e pertanto la colonia venne rinforzata da sei battaglioni dell'esercito. La strategia di guerra di Vaudreuil consisteva di non affrontare gli angloamericani in campo aperto, ma di ricorrere alla guerriglia in modo da fermare l'avanzata del nemico. Nonostante questa tattica avesse funzionato per tre anni, il 1758 fu un anno decisivo per il conflitto perché i britannici, intenzionati a scacciare i francesi dall'America del Nord, trasportarono nel continente un gran numero di truppe regolari che attaccarono il sistema difensivo della Nuova Francia. Il governatore, cosciente del pericolo, inviò un dispaccio al ministero per chiedere rinforzi e di richiamare il generale Montcalm con il quale era in conflitto, ma il re respinse queste proposte. Dopo la capitolazione di Québec, quando ormai la situazione per la Nuova Francia era disperata ma non del tutto compromessa, Vaudreuil sollecitò nuovamente l'aiuto dalla madrepatria, ma i rinforzi non arrivarono e nel settembre del 1760 cadde anche Montréal e Vaudreuil consegnò l'atto di capitolazione della Nuova Francia a Jeffrey Amherst.
Dopo il Trattato di Parigi, siglato nel 1763, gran parte del territorio della Nuova Francia passò sotto controllo britannico, quindi la carica di governatore generale venne abolita.